# Robert de Montesquiou
Pour les autres membres de la famille, voir Famille de Montesquiou.
Le comte Robert de Montesquiou, né à Paris le 19 mars 1855 et mort à Menton (Alpes-Maritimes) le 11 décembre 1921, est un homme de lettres français, poète, dandy et critique d'art et de littérature.
« Poète et dandy insolent », il aurait servi de modèle à des Esseintes dans À Rebours (1884) de Huysmans et à Monsieur de Phocas de Jean Lorrain. Il fournit aussi à Marcel Proust l'un des modèles du baron de Charlus dans À la recherche du temps perdu, ce qui le rendit furieux malgré les dénégations de Proust. La postérité l'a malmené sans tenir compte de la diversité de ses activités et de la qualité de ses écrits.

## Biographie

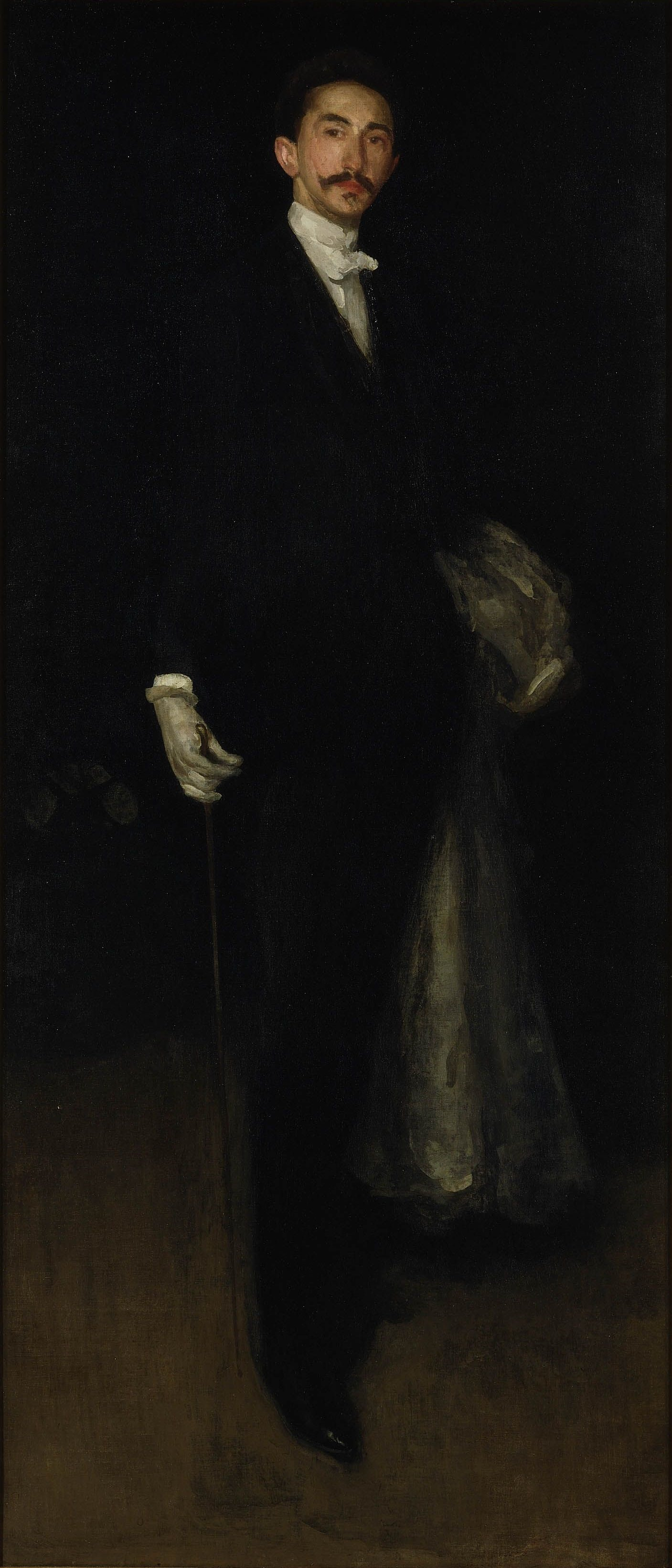
Portrait du comte de Montesquiou par Whistler (1891).

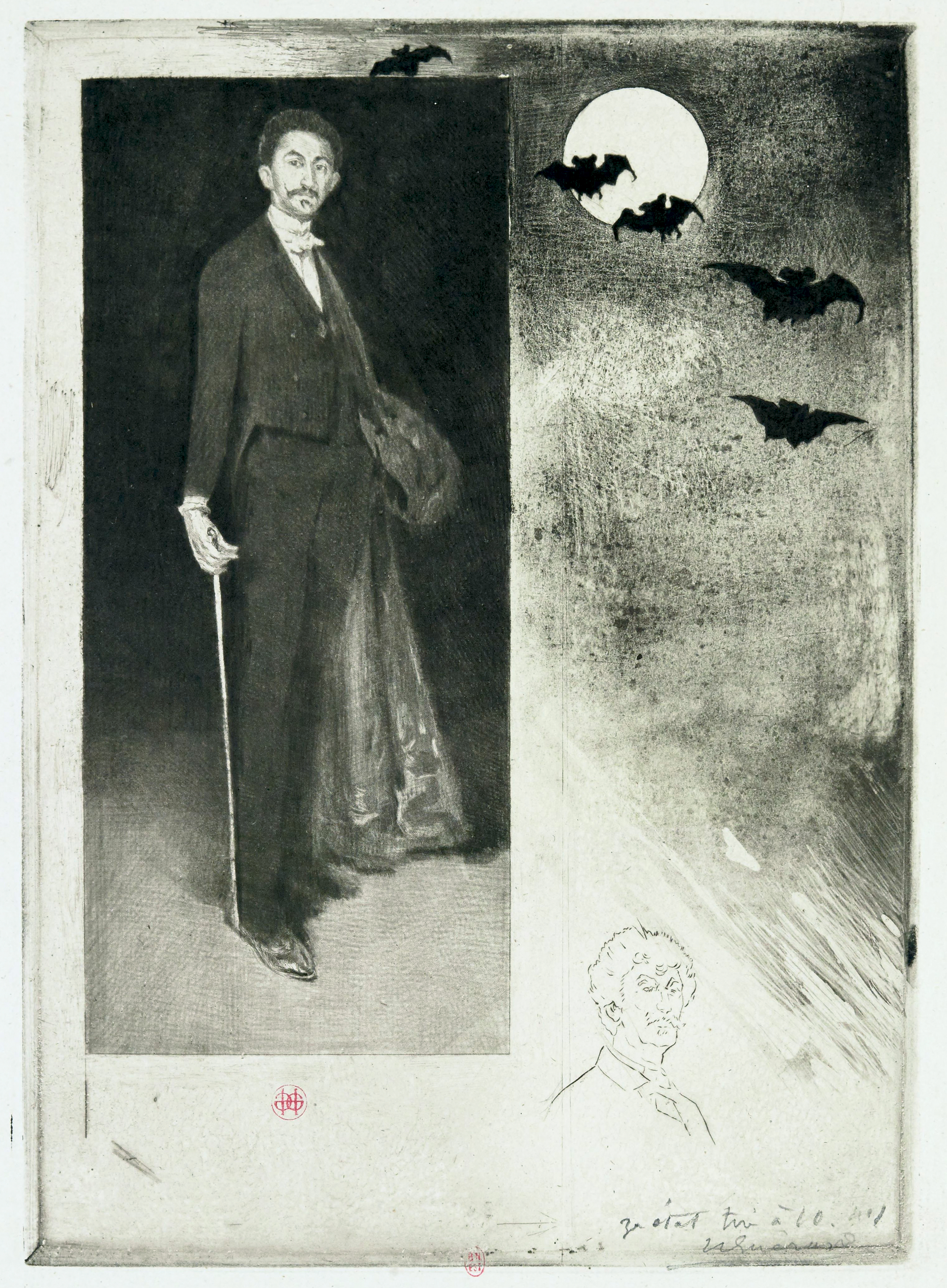
Robert de Montesquiou. Gravure d'Henri Guérard d'après Whistler.

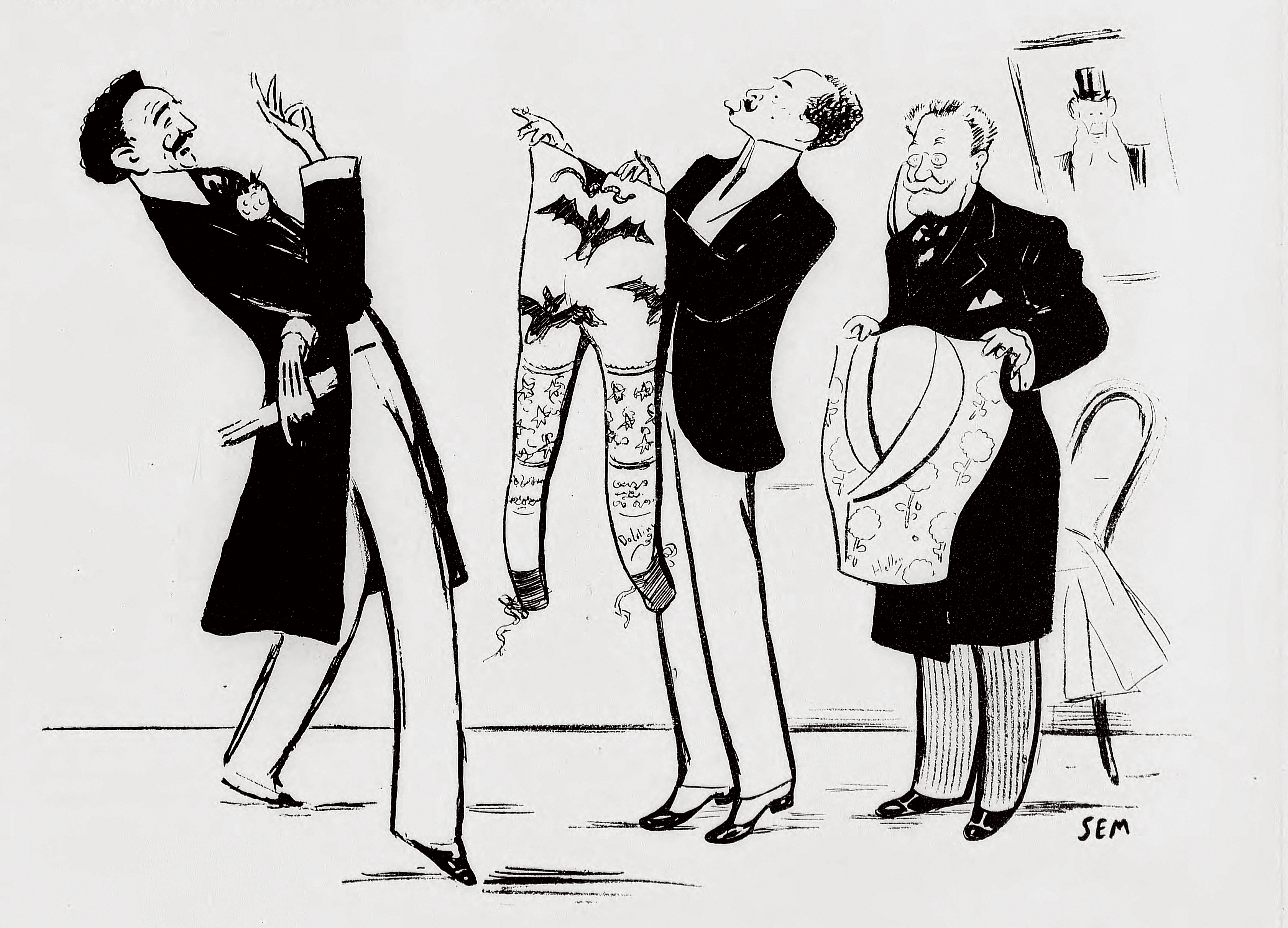
Montesquiou (à gauche) chez Charvet (à droite). Au centre, Gabriel de Yturri tend à Montesquiou un caleçon orné de chauves-souris (caricature de Sem).

Marie Joseph Robert Anatole de Montesquiou-Fézensac, quatrième et dernier enfant du comte Thierry de Montesquiou-Fézensac (1824-1904), vice-président du Jockey Club, et de la comtesse, née Pauline Duroux, petit-fils d'Anatole de Montesquiou-Fezensac, est issu par son père d’une très ancienne famille de la noblesse française, originaire de Gascogne, et par sa mère d'une famille bourgeoise cossue. Souffrant de ce qu'il ressentait comme une mésalliance de son père, il s'éloigne de sa mère (« une personne à laquelle je ne suis rattaché que de loin »), dont il déclare que la famille est suisse, ce qui est faux.
Sa sœur aînée, Élise, épousera Louis de Cambacérès (veuf de la princesse Bathilde Bonaparte).
En 1885, Montesquiou rencontre à Venise un jeune argentin Gabriel de Yturri (1860-1905) qui devient son secrétaire et son compagnon. L’abbé Mugnier évoque ainsi cette amitié : « Robert de Montesquiou (…) vient d’achever un livre à la mémoire de son ami Gabriel de Yturri et m’invite à venir chez lui entendre la lecture d’un chapitre. C’est l’être qu’il a le plus aimé. ». (…) « il m’a demandé de dire une messe tous les mois, le 12, pour son ami. Il me conduira à Versailles au beau monument funèbre qu’il lui a consacré ».
Il participe aux épreuves d'équitation aux Jeux olympiques de 1900 à Paris, remportant la médaille de bronze dans l'épreuve de chevaux en selle. 

### Ses amitiés
Il a été entouré d'amis fidèles : d'abord sa cousine, la comtesse Greffulhe, le marquis et la marquise de Casa Fuerte, la princesse Bibesco, la comédienne Sarah Bernhardt, Madeleine Lemaire, qu'il surnomma l'« impératrice des roses », la princesse de Léon, Judith Gautier, Gustave Moreau, James Abbott McNeill Whistler, Antonio de La Gandara, Georges Hoentschel, et même, pendant un temps, Octave Mirbeau. Gabriele D'Annunzio était un de ses amis notamment pendant la période que le grand poète italien passa à Arcachon. Les deux amis avaient une vision très semblable de la vie et une communauté d’intérêts. Il fréquentait le salon littéraire de Geneviève Bizet où il croisait Henri Meilhac, Paul Bourget, dandy comme lui et romancier, ou Joseph Reinach.

### Marcel Proust
Marcel Proust lui est présenté en avril 1893, lors d'une réception donnée par Madeleine Lemaire pour fêter la sortie prochaine de son recueil de poèmes, Le Chef des odeurs suaves. À l'invitation du comte, Proust entrera en correspondance avec lui à la suite de cette rencontre. Il n'éprouve cependant pas d'attirance physique à son égard, étant plutôt porté vers les éphèbes de son âge, mais est désireux de cultiver une amitié qui peut lui ouvrir les portes des salons les plus fermés et profiter des leçons du comte. Il le flatte sans vergogne — il écrit d'ailleurs que « la flatterie n'est parfois que l'épanchement de la tendresse » —, se disant « un ver de terre amoureux d'une étoile » et lui envoie de petits cadeaux ainsi que des tirés à part de ses articles. En mai 1894, le comte lui confie la rédaction du compte rendu pour Le Gaulois de la « fête littéraire » très fermée — limitée à 120 invités — lors de l'inauguration du Pavillon Montesquiou. Dans un article ultérieur, Proust dit de Montesquiou qu'il est « Un professeur de beauté » (1904).
L'importance de Robert de Montesquiou pour Marcel Proust n'est plus à démontrer. Le comte permet au jeune écrivain de faire ses premières armes, d'entrer dans la haute société et aussi de porter un regard d'esthète sur la société. Se retrouve d'ailleurs dans le projet proustien une complexité de langue et d'écriture qui n'est pas étrangère au style de Montesquiou. Une abondante correspondance atteste de la proximité, tumultueuse toutefois, des deux hommes. Une quinzaine d'années après leur rencontre, Proust confiera à son ami Robert Dreyfus qu'il ne savait pas que Montesquiou ignorait qu'il était ridicule. Si Proust ne fut pas toujours aussi reconnaissant qu'il aurait pu l'être vis-à-vis de Montesquiou, les relations entre les deux écrivains restèrent cordiales, voire affectueuses, jusqu'à la mort du comte. Montesquiou souffre manifestement d'être réduit aux modèles de des Esseintes et de Charlus, alors que, dans la vie, il était très différent de ces deux personnages. Il ne cesse de se défendre de cette légende dans des textes particulièrement émouvants réunis en 1999 par Jean-David Jumeau-Lafond avec les textes de Proust consacrés à Montesquiou, un texte de Verlaine et des fragments de correspondance Proust-Montesquiou sous le titre d'un des articles que Proust lui dédia : Professeur de beauté. Il faut toutefois reconnaître avec Caroline Weber que « le comte a, bien malgré lui, transmis au baron de Charlus sa haute naissance, son homosexualité, son érudition, sa méchanceté, sa tenue de soirée digne de Whistler et son caractère spectaculairement hautain et belliqueux ».

### Influence
Il soutient l'avant-garde de son époque : Stéphane Mallarmé, Paul Verlaine en poésie ; Claude Debussy ou Gabriel Fauré en musique ; Paul Helleu et Léon Bakst en peinture. Montesquiou ne se contente pas alors d'aider intellectuellement certains créateurs : pour Verlaine, pauvre et alcoolique, par exemple, il met en place une pension avec une dizaine de contributeurs (dont Maurice Barrès et la comtesse de Béarn), qui fut versée au poète à la fin de sa vie.
Il joue aussi un rôle essentiel dans la reconnaissance de certains auteurs : c'est le cas de la poétesse romantique Marceline Desbordes-Valmore à laquelle il consacre une conférence et dont il est l'un des initiateurs de la redécouverte, en organisant une cérémonie à Douai en 1896, avec inauguration d'une statue et lecture de textes par Sarah Bernhardt et Marguerite Moreno.
Montesquiou rend aussi hommage à la fameuse comtesse de Castiglione, personnalité singulière du Second Empire, célèbre pour ses photographies et sa vie romanesque.
Montesquiou portait sur le « Grand monde », qui était le sien, un regard souvent amusé, voire incisif comme l'attestent divers écrits, parfois posthumes ou inédits, tel Les Quarante Bergères, recueil de poèmes satiriques à clés consacré à des femmes de la haute société.
D'un caractère éruptif, Montesquiou ne pouvait s'empêcher de polémiquer à tout propos, ainsi lorsque la comtesse de Béarn, née Martine de Béhague, offre au Louvre un cadre ancien pour La Joconde.

### Appréciation
Des jugements sévères ont été portés sur lui : « Poète de second ordre », « esthète au goût souvent discutable » pour certains, il ne serait pas parvenu « à composer le grand œuvre pour lequel il semblait tout désigné et auquel il songea » pour d'autres. L'œuvre poétique et critique de Montesquiou, certes inégale, est pourtant d'une grande richesse empreinte d'une subtilité sensible. Si Forain l'appelait méchamment « Grotesquiou » et si Pierre Louÿs lui a consacré un poème très acide, Le comte R… de M…, il fut soutenu et défendu par Georges Rodenbach, Paul Verlaine, Anatole France, Leconte de Lisle, les frères Goncourt et bien d'autres, en particulier lors de la parution de ses principaux recueils : Les Chauves-souris (1892) et Les Hortensias bleus (1896).

### Résidences
L’hôtel particulier du comte de Montesquiou, que ses parents firent édifier pour lui et son frère en 1858 par l'architecte Joseph-Michel Le Soufaché, existe toujours aujourd’hui au 1, boulevard de La Tour-Maubourg dans 7e arrondissement de Paris (il est actuellement occupé par le centre culturel de Chine).
Quant au château de la famille Montesquiou-Fézensac, situé à Artagnan, près de Vic-en-Bigorre dans les Hautes-Pyrénées, il a été détruit en 1934 par un incendie, dont les causes restent inexpliquées. Il est aujourd'hui en partie restauré.
À la suite de leur visite du 7 juillet 1891, les frères Goncourt ont décrit la "garçonnière" de Montesquiou, du rez-de-chaussée avec jardin du 8, rue Benjamin-Franklin (où vécut de 1895 à sa mort en 1929 Georges Clemenceau et devenu en 1931 le musée Clemenceau) : « plein d'un méli-mélo d'objets disparates (…) une pièce où l'hortensia est représenté en toutes les matières et sous tous les modes de la peinture et du dessin (…) le jardin terminé par une sorte de serre-bibliothèque des livres préférés de Montesquiou, en même temps qu'un petit musée des portraits de leurs auteurs parmi lesquels nous figurons entre Baudelaire et Swinburne ». Il avait une tortue qu'il envoya chez Fabergé pour en sertir la coquille de pierres précieuses, ce qui eut pour effet de tuer l'animal, une excentricité que J.-K. Huysmans a reprise dans À rebours (chapitre V).
Envisageant de quitter Paris, il achète sur l'avenue de Paris à Versailles un pavillon du XVIIIe siècle qui avait appartenu à un écuyer de Louis XVI. Il le fait restaurer au coût de 458 millions de francs et le nomme Pavillon Montesquiou. Il y adjoint un théâtre en style rococo au centre du jardin qu'il nomme Éphémère. Pour son inauguration, il y donne le 30 mai 1894 une « fête littéraire » sous la présidence d'honneur d'Élisabeth Greffulhe et Sarah Bernhardt. La liste des invités compte des écrivains, des peintres et des personnalités de l'aristocratie ainsi que du monde politique. Marcel Proust y est invité afin de rédiger un compte rendu de la fête pour Le Gaulois. Pour le jeune auteur, cette fête lui permet de faire la connaissance de la comtesse Greffulhe, dont il dira qu'il n'a jamais vu une femme aussi belle.
Le 29 octobre 1908, Montesquiou acquiert du milliardaire pârsî Ratanji Jamsetji Tata le Palais Rose du Vésinet, copie assez fidèle du Grand Trianon de Versailles, en plus petit. Séduit dès sa première visite, il se serait aussitôt écrié : « Si cette maison, qui n'est pas à vendre, et que d'ailleurs mes moyens modestes ne semblent guère me mettre en état d'acquérir, si cette maison improbable, impossible, et pourtant réelle, n'est pas à moi demain, je meurs ! ». Il l'habite jusqu'en 1921 et la laisse à son dernier secrétaire Henri Pinard ; celui-ci la vendit à Luisa Amann, marquise Casati, muse de nombre d'artistes de la première moitié du XXe siècle qui, ruinée, l'abandonna à ses créanciers en 1932.

### Son tombeau
Montesquiou repose dans une tombe anonyme du cimetière des Gonards à Versailles, aux côtés de son compagnon Gabriel de Yturri ; elle est surmontée de la statue de l'ange du silence, l'index de la main droite sur les lèvres et les orbites vides, statue provenant du château de Vitry-sur-Seine et achetée par Montesquiou.

### Scandale
Supposé présent lors de l'incendie du Bazar de la Charité, Robert de Montesquiou « survécut ». Il fut accusé de s'être frayé un chemin vers la sortie en frappant violemment avec sa canne des femmes et des jeunes filles déjà encombrées par leurs toilettes. En réalité, Montesquiou n'était pas présent lors de cette tragédie. La rumeur concernant ce fait, propagée sans fondement par la famille d'Henri de Régnier, entraîna un duel retentissant entre Montesquiou et Régnier en juin 1897, épisode qui mit fin à la diffamation, mais permit au comte de se distinguer encore par son dandysme malgré les circonstances puisque le journaliste Louis Marsolleau, en rendant compte de l'événement, décrivit la canne arborée par le comte en cette circonstance comme « une ombre, un souffle, un rien, un fil de vierge, un fantôme de bâton, un spectre de badine ! Quelque chose de si léger, de si mince, de si atténué..ha! (…) d'un bois si tendrement anémié et si sveltement flexible qu'une tige de pavot en fût venue à bout au lieu d'en être décapitée ».

## Postérité
Montesquiou fut un collectionneur effréné mais plus sensible aux associations d'objets et de couleurs et aux reliques historiques qu'à l'importance des œuvres d'art ; il avait aussi l'habitude de vendre ses portraits, comme celui de Whistler, ce qui le fâcha avec le peintre. Il fut surtout un bibliophile éminent. Le catalogue en plusieurs volumes de la vente de sa bibliothèque compte parmi les plus importants de son époque.
Une partie de sa collection d'art est vendue par Drouot le 30 avril 2008.

## Œuvres

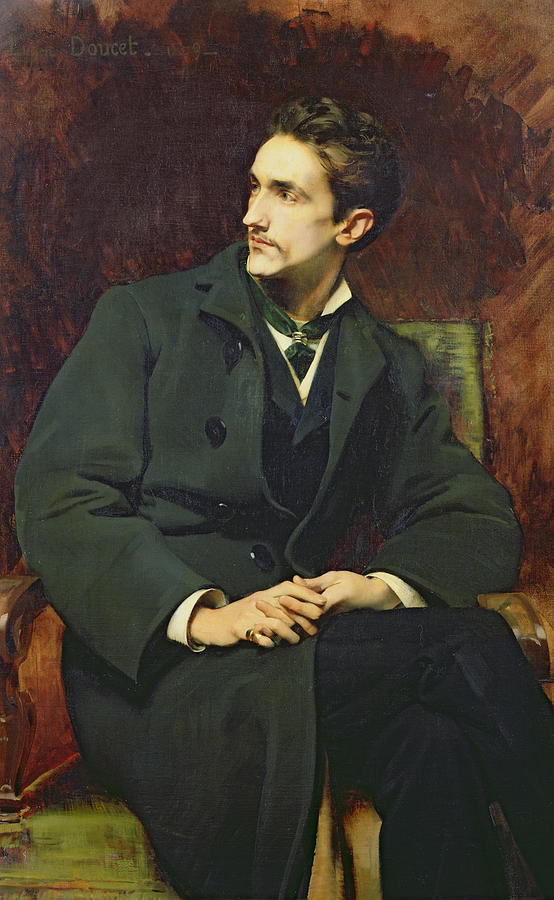
Portrait du comte Robert de Montesquiou (1879), par Henri-Lucien Doucet (château de Versailles).

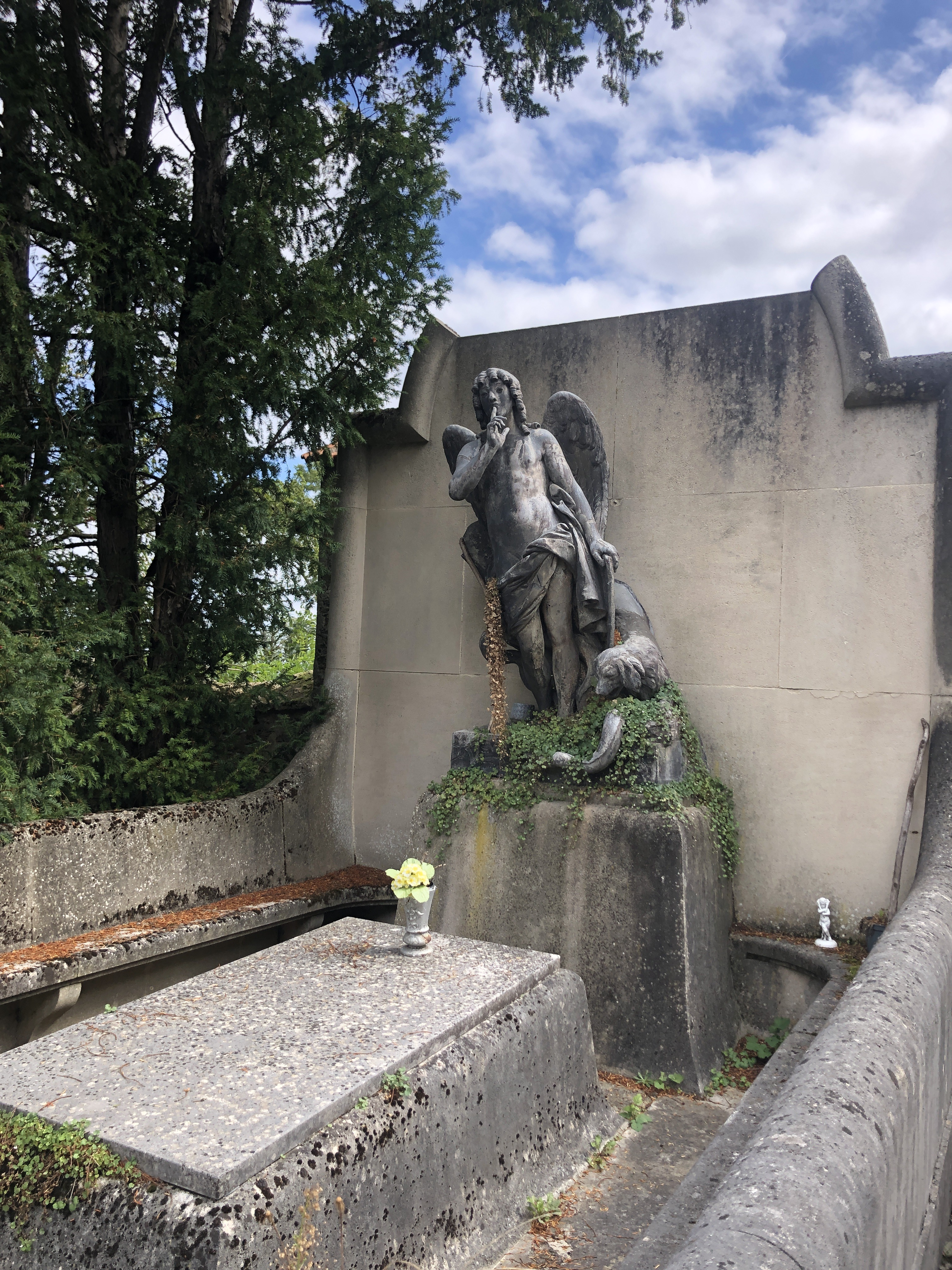
Tombe de Robert de Montesquiou.

Ses critiques littéraire et artistiques font preuve de justesse, tels ses textes sur Émile Gallé (qui réalisa pour lui une commode et divers vases), le sculpteur Jean Carriès, Paul Helleu auquel Montesquiou consacre une importante monographie, René Lalique, Ingres, Delacroix, Gustave Moreau, Edward Burne-Jones, Arnold Böcklin et bien d'autres.
Montesquiou a publié dix-huit volumes de poésie, vingt-deux œuvres critiques, deux romans et deux biographies. Ses trois volumes de souvenirs ont été imprimés après son décès.

### Poésie
- Les Chauves-Souris, Clairs obscurs, Paris, Richard, édition privée, ornée de dessins de Whistler, Antonio de La Gandara, Jean-Louis Forain et Hōsui Yamamoto, 1892
- Le Chef des odeurs suaves, Floréal extrait, Richard, 1893 (réimpression en 1894 ornée d'un dessin par Breughel)
- Le Parcours du rêve au souvenir, Paris, Charpentier et Fasquelle, 1895
- Les Hortensias bleus, Charpentier et Fasquelle, 1896 (couverture ornée d'un dessin de Paul César Helleu)
- Les Perles rouges : 93 sonnets historiques, Charpentier et Fasquelle, 1899, dédié à Maurice Lobre (2e édition illustrée de quatre eaux-fortes d'Albert Besnard)
- Les Paons, Charpentier et Fasquelle, 1901 (couverture illustrée d'un dessin par René Lalique)
- Prières de tous : huit dizaines d'un chapelet rythmique, Paris, La Maison du Livre, 1902 (illustrée de dessins de Madeleine Lemaire)
- Calendrier Robert de Montesquiou pour 1903 (couverture illustrée d'un portrait de Montesquiou avec chauves-souris dorées, et orné à chaque page d'un vol de chauves-souris, tiré en or ou en bleu)
- Calendrier Robert de Montesquiou 1904 (édition illustrée de dessins)
- Passiflora, Paris, éditions de L'Abbaye, 1907 (couverture illustrée d'un dessin par Montesquiou)
- Les Paroles diaprées. Cent dédicaces, Richard, 1910
- Les Paroles diaprées. Nouvelle série de dédicaces, Richard, 1912
- Les Offrandes blessées : élégies guerrières, Paris, Edward Sansot, 1915 (3e édition ornée d'un frontispice d'après Ingres)
- Nouvelles Offrandes blessées , La Maison du livre, 1915 (frontispice par Henri Gervex)
- Offrande coloniale, 1915
- Sabliers et lacrymatoires : élégies guerrières et humaines, Sansot, 1917 (frontispice d'après Auguste Rodin)
- Un moment du pleur éternel : offrandes innommées, Sansot, 1919 (frontispice d'Aubrey Beardsley)
- Les Quarante Bergères : portraits satiriques, Paris, La Librairie de France, 1925 (publication posthume, avec frontispice d'Aubrey Beardsley et lettrines gravées sur bois par Carrera Llano-Florez, né en 1889)

### Essais

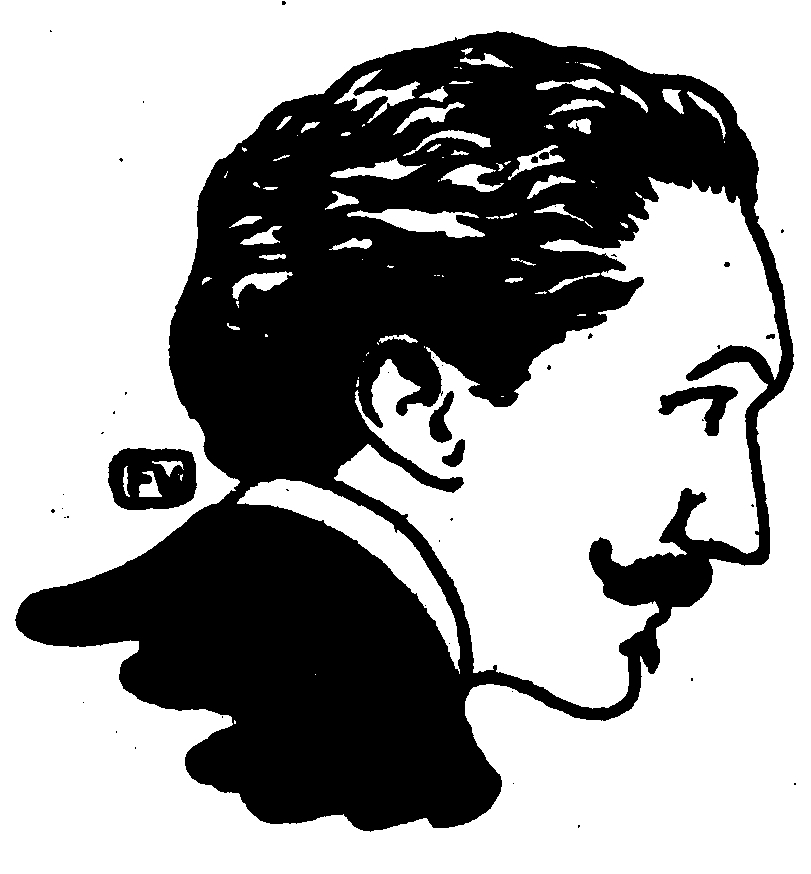
Portrait de Montesquiou
par Félix Vallotton
paru dans Le Livre des masques
de Remy de Gourmont (1898).

- Félicité : étude sur la poésie de Marceline Desbordes-Valmore, suivie d'un essai de classification de ses motifs d'inspiration, Paris Alphonse Lemerre, 1894 (ornée d'un portrait de Mme Valmore d'après Devéria)
- Roseaux pensants, Charpentier et Fasquelle, 1897. Inclut des extraits de la prose de la comtesse Greffulhe[29].
- Apollon aux lanternes, Paris, Albert Lanier, 1898
- Autels privilégiés, Charpentier et Fasquelle, 1898
- Alice et Aline, une peinture de Théodore Chassériau, Charpentier et Fasquelle, 1898
- Musée rétrospectif de la classe 90 (parfumerie, matières premières, matériel, procédés et produits) à l'Exposition universelle internationale de 1900, Paris, Belin Frères, 1900
- « Alfred Stevens », dans Gazette des beaux-arts, février 1900, p. 101-118 — lire en ligne sur Gallica
- Pays des aromates, Paris, Henri Floury, 1900
- L'Inextricable Graveur : Rodolphe Bresdin, Richard, 1904
- Professionnelles Beautés, Paris, Félix Juven, 1905
- Altesses sérénissimes, Félix Juven, 1907
- Assemblée de notables, Félix Juven, 1908
- Saints d'Israël, La Maison du livre, 1910
- Brelan de dames, essai d'après trois femmes auteurs, Fontemoing et Cie, 1912
- Têtes d'expression, Paris, Émile-Paul Frères, 1912
- Paul Helleu, peintre et graveur, Floury, 1913
- Têtes couronnées, Edward Sansot, 1916
- Majeurs et mineurs, Sansot, 1917
- Diptyque de Flandre, triptyque de France, Sansot, 1921
- Les Délices de Capharnaüm, Émile-Paul Frères, 1921
- Élus et Appelés, Émile-Paul Frères, 1921
- Le Mort remontant, Émile-Paul Frères, 1922
- Du snobisme, réimpression, Le Chat rouge, 2022

### Romans
- La Petite Mademoiselle, Paris, Albin Michel, 1911
- La Trépidation, Paris, Émile-Paul Frères, 1922

### Biographies
- Le Chancelier des fleurs : douze stations d'amitié, La Maison du livre, 1907
- La Divine Comtesse : étude d'après Madame de La Castiglione, Paris, Maison Goupil, 1913
- L'Agonie de Paul Verlaine (1890-1896), Paris, M. Escoffier, 1923

### Théâtre
- Mikhaïl. Mystère en quatre scènes, en vers, d'après Tolstoï, 1901

### Mémoires
- Les Pas effacés, en trois volumes, Émile-Paul Frères, 1923 ; réédition aux Éditions du Sandre, 2007

### Correspondances
- Robert de Montesquiou, 1855-1921 : d'un siècle à l'autre, correspondance éditée par Ralph Brauner, Paris, Vitrines d'archives, l'Association des amis des archives, 2014  (ISBN 978-2-9548343-1-3)
- M. Proust - R. de Montesquiou. Correspondance, préface de Mathilde Bertrand, Paris, éditions Rivages, coll. « Rivages Poche Petite Bibliothèque », 2019  (ISBN 978-2-7436-4476-5)

## Iconographie (liste partielle)
- La Collection Frick de New York conserve, entre autres œuvres de Whistler, le portrait de Montesquiou intitulé : Arrangement noir et or, le comte Robert de Montesquiou-Fezensac (1891-1892) ;
- un autre portrait du comte, d'Antonio de La Gandara (vers 1887-1888 ?), moins connu que celui de Boldini de 1897 (musée d'Orsay, Paris), le Portrait du comte Robert de Montesquiou reproduit ci-joint et sur la couverture de l'ouvrage Masculin singulier, ouvrage sur le dandysme de Marylène Delbourg-Delphis (Hachette, 1985), est exposé au musée des Beaux-Arts de Tours : il est représenté de profil, tenant un énorme bijou en forme de scarabée (legs Hersent-Luzarche, château d'Azay-le-Ferron, 1952).
- une photographie par Paul Nadar datée du 6 février 1895 (archives photographiques Paris, SPADEM) a été exposée dans l'exposition Le monde de Proust (C.N.M.H.S. Hôtel de Sully, Paris, avril-mai 1991) ;
- un portrait de lui, assis, la tête soutenue par sa main droite gantée, par Laszlo, daté de 1905, est visible sur le site Internet consacré par la "JSS GALLERY" à ce peintre ;
- Albert Besnard l'a représenté sur une eau-forte en 1899 (no 126 au catalogue de l'œuvre gravé du peintre par Louis Godefroy, Paris, 1926). Un premier état en est visible au musée municipal de Gray (Haute-Saône).
- Une reproduction en noir et blanc du buste de Montesquiou exécuté par Arnold Rechberg figure en frontispice de Rote Perlen, version allemande de Les Perles rouges, éditée à Leipzig, chez Xenien Verlag en 1912.